# Stanisław Olewiński (polityk)
Stanisław Olewiński (ur. 23 czerwca 1896 w Kołbach, zm. po 1939 w ZSRR) – polski ziemianin i działacz społeczny związany z Polesiem, inżynier rolnik, poseł na Sejm IV kadencji (1935–1938), członek Rady Związku Powiatów Rzeczypospolitej Polskiej w 1936.

## Życiorys
Urodził się 23 czerwca 1896 we wsi Kołby, w ówczesnym powiecie pińskim guberni mińskiej, w rodzinie Józefa Kalasantego, ziemianina, i Józefy ze Świeżyńskich (ur. 1863), działaczki niepodległościowej, odznaczonej Medalem Niepodległości. Był młodszym bratem Piotra (1895–1962), kawalera Orderu Virtuti Militari, prezydenta Pińska i senatora.
W 1914 ukończył gimnazjum realne im. Stanisława Staszica w Warszawie, a w 1921 Wydział Rolny SGGW. W czasie I wojny światowej walczył w wojsku rosyjskim, później również w wojnie 1920. 7 lipca 1926 prezydent RP mianował go podporucznikiem w rezerwie ze starszeństwem z 1 lipca 1925 i 351. lokatą w korpusie oficerów kawalerii, a minister spraw wojskowych wcielił do 25 pułku ułanów w Prużanie. W 1934 jako podporucznik rezerwy pozostawał w ewidencji Powiatowej Komendy Uzupełnień Pińsk i nadal posiadał przydział w rezerwie do 25 puł.
W II Rzeczypospolitej został współwłaścicielem majątków Kołby i Koniuchy na Pińszczyźnie. Od 1926 do 1928 administrował majątkiem Kazimierza Bispinga, był dzierżawcą Poczapów. Zasiadał w sejmiku powiatowym oraz jego wydziale. Był członkiem zarządu Poleskiej Izby Rolniczej. W 1935 został wybrany posłem na Sejm IV kadencji z ramienia BBWR. 20 września 1939 w Pińsku został zatrzymany przez NKWD i uwięziony w wagonie-areszcie na stacji kolejowej w Pińsku, a po 10 dniach wywieziony do obwodu archangielskiego. Zaginął na terytorium Związku Socjalistycznych Republik Radzieckich.
30 listopada 1935 w Horodyszczach ożenił się z Aleksandrą ze Skirmuntów (zm. 1993), z którą miał syna Kazimierza (zm. 2006).

## Ordery i odznaczenia
- Brązowy Krzyż Zasługi[2]
- Medal Pamiątkowy za Wojnę 1918–1921[2]
- Medal Dziesięciolecia Odzyskanej Niepodległości[2]

5 listopada 1935 Komitet Krzyża i Medalu Niepodległości odrzucił wniosek o nadanie mu tego odznaczenia „z powodu braku pracy niepodległościowej”.